# Roger John Williams
Roger John Williams (* 14. August 1893 in Oatacamund, Indien; † 20. Februar 1988 in Austin) war ein US-amerikanischer Biochemiker.

## Leben
Williams wurde als Sohn von Missionaren in Indien geboren, kam aber mit zwei Jahren zurück in die USA und wuchs in Kansas und Kalifornien auf. 1919 wurde er magna cum laude an der University of Chicago promoviert. 1920 wurde er Assistant Professor an die University of Oregon, an der er 1928 eine volle Professur erhielt. 1932 wurde er Professor am Oregon State College und 1940 an der University of Texas at Austin. 1971 bis 1986 war er dort Professor Emeritus. 1940 bis 1963 war er dort Gründungsdirektor des Clayton Foundation Biochemical Institute (heute Biochemical Institute). 
1938 isolierte er das Vitamin  Pantothensäure, dessen Existenz er schon seit 1920 nach Untersuchungen an Hefezellen vermutete. 1941 isolierte er Folsäure, der er den Namen gab. Nach seiner Pensionierung schrieb er zahlreiche Bücher über Ernährung.
Williams war seit 1946 Mitglied der National Academy of Sciences und war 1957 Präsident der American Chemical Society. Er war Ehrendoktor der Columbia University, der Oregon State University und der University of Redlands. 1941 erhielt er den Mead Johnson Award des American Institute of Nutrition für seine Entdeckung von Pantothensäure, wofür er auch die Chandler Medal der Columbia University erhielt.
1916 heiratete er Hazel Elizabeth Wood, mit der er drei Kinder hatte, und nach deren Tod 1952 Mabel Phyllis Hobson. Er war der Bruder des Chemikers Robert R. Williams.

## Schriften
- The Human Frontier, Harcourt Brace, 1946
- mit anderen: The Biochemistry of B vitamins, Reinhold Pub. Corp., 1950
- Biochemical Individuality: The Basis for the Genetotrophic Concept, John Wiley & Sons, 1956; University of Texas Press, 1969, 1979,  Keats Publishing, 1998
- Free and Unequal: The Biological Basis of Individual Liberty, Univ. of Texas Press, 1953
- Alcoholism: The Nutritional Approach, Univ. of Texas Press, 1959, 1978
- Nutrition in a Nutshell, Doubleday 1962,
- Nutrition Against Disease: Environmental Prevention, Pitman 1971, Bantam Books, 1973
- Physicians’ Handbook of Nutritional Science, C.C. Thomas, 1975
- The Wonderful World Within You: Your Inner Nutritional Environment, Bantam Books, 1977
- The Prevention of Alcoholism Through Nutrition, Bantam Books, 1981
- Rethinking Education: The Coming Age of Enlightenment, Philosophical Library, 1986